# Фишово (Вологодская область)
Фишово — деревня в Чагодощенском районе Вологодской области.
Входит в состав Покровского сельского поселения, с точки зрения административно-территориального деления — в Покровский сельсовет.
Расстояние по автодороге до районного центра Чагоды — 47 км, до центра муниципального образования села Покровское — 3 км. Ближайшие населённые пункты — Залужье, Зубово, Покровское.
По переписи 2002 года население — 24 человека (10 мужчин, 14 женщин). Всё население — русские.